# ویلیام منار
ویلیام منار (فرانسوی: William Meynard‎؛ زادهٔ ۱۱ ژوئیهٔ ۱۹۸۷) یک شناگر اهل فرانسه است.
وی در مسابقات کشوری و بین‌المللی در مجموع برندهٔ ۳ مدال طلا، ۳ مدال نقره، ۳ مدال برنز شده‌است.